# Mirosternus kauaiensis
Mirosternus kauaiensis är en skalbaggsart som beskrevs av Perkins 1910. Mirosternus kauaiensis ingår i släktet Mirosternus och familjen trägnagare. Inga underarter finns listade i Catalogue of Life.